# Pha Oudom
Pha Oudom là một huyện (muang, mường)  thuộc tỉnh Bokeo ở tây bắc nước Lào.